# عزرا سوتون
عزرا سوتون (بالإنجليزية: Ezra Sutton)‏ هو لاعب كرة قاعدة أمريكي، ولد في 17 سبتمبر 1849 في Seneca Falls, New York ‏ في الولايات المتحدة، وتوفي في 20 يونيو 1907 في برينتري في الولايات المتحدة.

## وصلات خارجية
- عزرا سوتون على موقعبيزبول رفرنس.كوم (الدوري الرئيسي) (الإنجليزية)
- عزرا سوتون على موقعبيزبول رفرنس.كوم (الدوري الثانوي) (الإنجليزية)